# Réseau routier de l'Aveyron
Cet article présente l'histoire, les caractéristiques et les événements significatifs ayant marqué le réseau routier du département de l'Aveyron en France.
Au 31 décembre 2017, la longueur totale du réseau routier du département de l'Aveyron est de 17 184 kilomètres, se répartissant en 74 kilomètres d'autoroutes, 89 kilomètres de routes nationales, 5 907 kilomètres de routes départementales et 11 114 kilomètres de voies communales. 

## Histoire

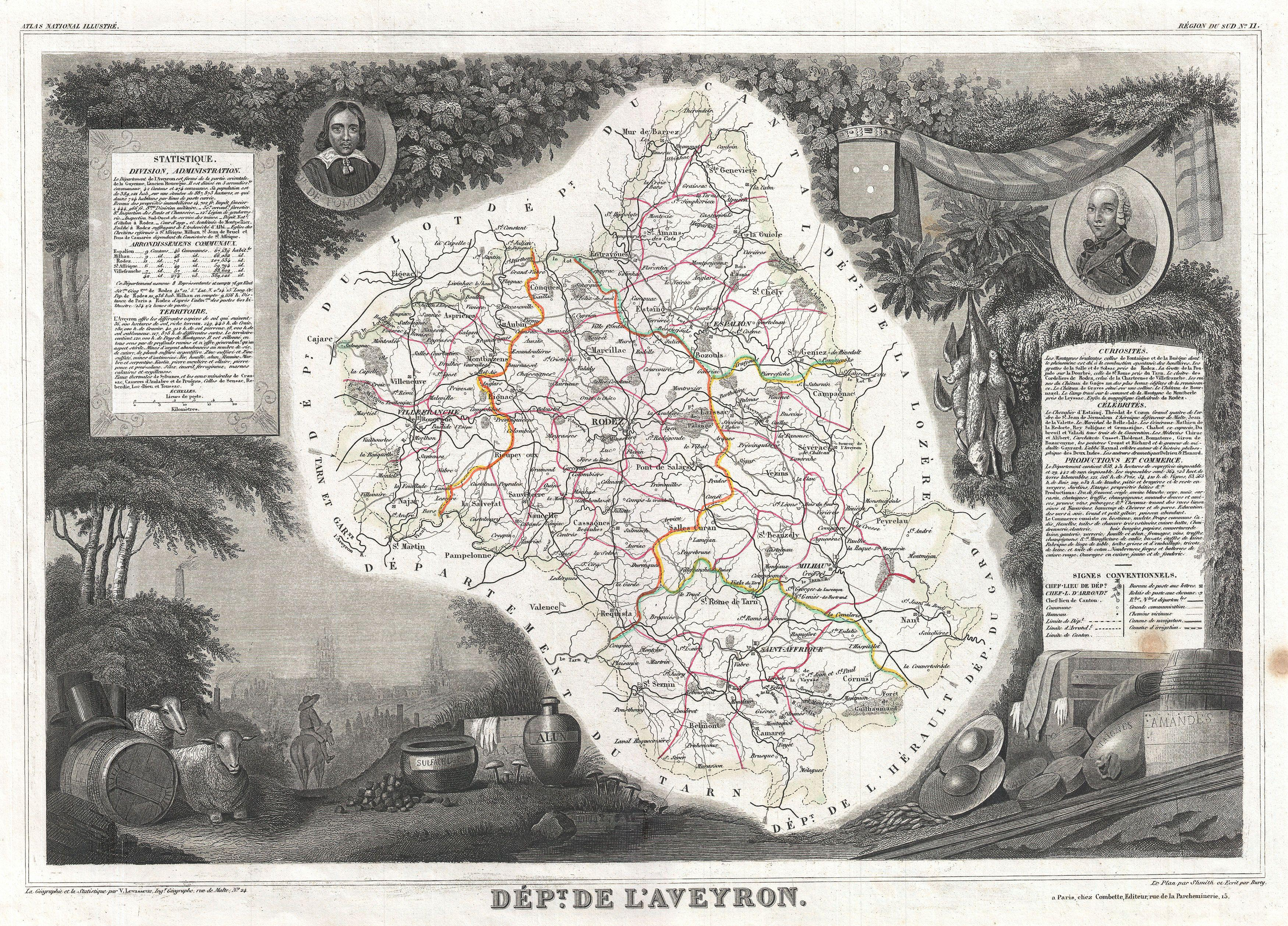
Carte Levasseur du département de l'Aveyron (1852)

### XVIIIesiècle
De 1750 à 1784, l’ensemble du réseau routier est pour la première fois cartographié à grande échelle (au 86 400 ème) et de manière complète par Cassini de Thury, à la demande de Louis XV. Ces cartes sont d’une grande richesse toponymique, mais d’une grande pauvreté quant à la figuration du relief et de l’altimétrie. De même les chemins secondaires sont rarement représentés, du fait d’une part de leur état médiocre, d’autre part de leur faible importance économique.

### XIXesiècle
L’Atlas national illustré réalisé par Victor Levasseur est un précieux témoignage du XIXe siècle, les cartes coloriées à la main sont entourées de gravures indiquant statistiques, notes historiques et illustrations caractéristique des départements. Sur ces cartes sont représentées les routes, voies ferrées et voies d'eau. Par ailleurs, les départements sont divisés en arrondissements, cantons et communes.

### XXesiècle

#### Réforme de 1930
Devant l'état très dégradé du réseau routier au lendemain de la Première Guerre mondiale et l'explosion de l'industrie automobile, l'État, constatant l'incapacité des collectivités territoriales à remettre en état le réseau routier pour répondre aux attentes des usagers, décide d'en prendre en charge une partie. L'article 146 de la loi de finances du 16 avril 1930 prévoit ainsi le classement d'une longueur de l'ordre de 40 000 kilomètres de routes départementales dans le domaine public routier national.
En ce qui concerne le département de l'Aveyron, ce classement devient effectif à la suite du décret du 31 décembre 1931.

#### Réforme de 1972
En 1972, un mouvement inverse est décidé par l'État. La loi de finances du 29 décembre 1971 prévoit le transfert dans la voirie départementale de près de 53 000 kilomètres de routes nationales. Le but poursuivi est :
- d'obtenir une meilleure responsabilité entre l'État et les collectivités locales en fonction de l'intérêt économique des différents réseaux,
- de permettre à l'État de concentrer ses efforts sur les principales liaisons d'intérêt national,
- d'accroître les responsabilités des assemblées départementales dans le sens de la décentralisation souhaitée par le gouvernement,
- d'assurer une meilleure gestion et une meilleure programmation de l'ensemble des voies.

Le transfert s'est opéré par vagues et par l'intermédiaire de plusieurs décrets publiés au Journal Officiel. Après concertation, la très grande majorité des départements a accepté le transfert qui s'est opéré dès 1972. En ce qui concerne le département de l'Aveyron, le transfert est acté avec un arrêté interministériel publié au journal officiel le 17 décembre 1972.

### XXIesiècle

#### Réforme de 2005
Une nouvelle vague de transferts de routes nationales vers les départements intervient avec la loi du 13 août 2004 relative aux libertés et responsabilités locales, un des actes législatifs entrant dans le cadre des actes II de la décentralisation où un grand nombre de compétences de l'État ont été transférées aux collectivités locales. Dans le domaine des transports, certaines parties des routes nationales sont transférées aux départements et, pour une infime partie, aux communes (les routes n'assurant des liaisons d'intérêt départemental).
Le décret en Conseil d’État définissant le domaine routier national prévoit ainsi que l’État conserve la propriété de 8 000 kilomètres d’autoroutes concédées et de 11 800 kilomètres de routes nationales et autoroutes non concédées et qu'il cède aux départements un réseau de 18 000 kilomètres.
Dans le département de l'Aveyron, le transfert est décidé par arrêté préfectoral signé le 23 décembre 2005. 74 kilomètres de routes nationales sont déclassées. La longueur du réseau routier national dans le département passe ainsi de 163 kilomètres en 2004 à 89 en 2006 pendant que celle du réseau départemental s'accroît de 5 792 à 5 920 kilomètres.

#### Réforme de 2021
En mai 2021, 1000 kilomètres de routes départementales aveyronnaises voient leur limitation de vitesse passe de 80 km/h à 90 km/h, pour décloisonner cantons et communes pour des raisons économiques.
Ces voies limitées à 90 km/h représentent 17 % du réseau où se produisent 17 % des blessures graves enregistrées en Aveyron.

## Caractéristiques

### Consistance du réseau
Le réseau routier comprend cinq catégories de voies : les autoroutes et routes nationales appartenant au domaine public routier national et gérées par l'État, les routes départementales appartenant au domaine public routier départemental et gérées par les conseils généraux et les voies communales et chemins ruraux appartenant respectivement aux domaines public et privé des communes et gérées par les municipalités. Le linéaire de routes par catégories peut évoluer avec la création de routes nouvelles ou par transferts de domanialité entre catégories par classement ou déclassement, lorsque les fonctionnalités de la route ne correspondent plus à celle attendues d'une route de la catégorie dans laquelle elle est classée. Ces transferts peuvent aussi résulter d'une démarche globale de transfert de compétences d'une collectivité vers une autre.
Au 31 décembre 2011, la longueur totale du réseau routier du département de l'Aveyron est de 16 619 kilomètres, se répartissant en 74 kilomètres d'autoroutes, 89 kilomètres de routes nationales, 5 929 kilomètres de routes départementales et 10 527 kilomètres de voies communales. 
Il occupe ainsi le 8e rang au niveau national sur les 96 départements métropolitains quant à sa longueur et le 57e quant à sa densité avec 1,9 kilomètre par kilomètre carré de territoire.
Trois grandes réformes ont contribué à faire évoluer notablement cette répartition : 1930, 1972 et 2005.
L'évolution du réseau routier entre 2002 et 2017 est présentée dans le tableau ci-après.
|                        | 2002   | 2003   | 2004   | 2005   | 2006   | 2007   | 2008   | 2009   | 2010   | 2011   | 2012   | 2013   | 2014   | 2015   | 2016   | 2017   |
| ---------------------- | ------ | ------ | ------ | ------ | ------ | ------ | ------ | ------ | ------ | ------ | ------ | ------ | ------ | ------ | ------ | ------ |
| Autoroutes             | 38     | 38     | 74     | 73     | 73     | 74     | 74     | 74     | 74     | 74     | 74     | 74     | 74     | 74     | 74     | 74     |
| Routes nationales      | 177    | 177    | 163    | 89     | 89     | 89     | 89     | 89     | 89     | 89     | 89     | 89     | 89     | 89     | 89     | 89     |
| Routes départementales | 5 801  | 5 801  | 5 792  | 5 830  | 5 920  | 5 924  | 5 918  | 5 918  | 5 921  | 5 929  | 5 919  | 5 911  | 5 911  | 5 909  | 5 908  | 5 907  |
| Voies communales       | 9 770  | 9 781  | 9 863  | 9 894  | 10 101 | 10 347 | 10 347 | 10 431 | 10 527 | 10 527 | 10 692 | 10 781 | 10 781 | 10 855 | 11 060 | 11 114 |
| TOTAL                  | 15 786 | 15 797 | 15 892 | 15 886 | 16 183 | 16 434 | 16 428 | 16 512 | 16 611 | 16 619 | 16 774 | 16 855 | 16 855 | 16 927 | 17 131 | 17 184 |

### Autoroute
Le département est traversé par l'A75 (la Méridienne).

### Routes nationales
- RN 88 : de Sévérac-le-Château au Tarn.

#### Anciennes routes nationales
- RN 9 : allant de la Lozère à l'Hérault en passant par Millau. Déclassée en RD 809 en 2006 car doublée par l'A75.
- RN 88 : section allant de la RN 9 à Rodez via Saint-Geniez-d'Olt et Bozouls). Déclassée en RD 988 en 1972.
- RN 99 : allant du Gard au Tarn via Saint-Affrique. Déclassée en RD 999 en 1972.
- RN 107bis : allant de la Lozère à Millau. Déclassée en RD 907 en 1972.
- RN 111 : allant de Millau au Lot via Villefranche-de-Rouergue. Déclassée en RD 911 en 1972.
- RN 120 : allant de Bozouls au Cantal. Déclassée en RD 920 en 1972.
- RN 121 : allant d'Espalion au Cantal. Déclassée en RD 921 en 1972.
- RN 122 : allant du Lot au Tarn via Villefranche-de-Rouergue. Déclassée en RD 922 en 1972.
- RN 126 : allant du Lot à Villefranche-de-Rouergue. Déclassée en RD 926 en 1972.
- RN 140 : allant de Rodez au Lot. Déclassée en RD 840 en 2006.
- RN 587 : allant de la Lozère à Espalion. Déclassée en RD 987 en 1972.
- RN 591 : allant de Millau à Nant. Déclassée en RD 991 en 1972.
- RN 592 : allant de Millau à Saint-Rome-de-Cernon. Déclassée en RD 992 en 1972.
- RN 593 : allant de Pont-de-Salars à Saint-Affrique. Déclassée en RD 993 en 1972.
- RN 594 : allant de Rodez à Capdenac via Rignac. Déclassée en RD 994 en 1972.
- RN 595 : allant de Rodez à la Lozère via Sévérac-le-Château. Déclassée en RD 995 de Sévérac-le-Château à la Lozère et renumérotée RN 88 de Rodez à Sévérac-le-Château en 1972.
- RN 596 : allant de Mostuéjouls à la Lozère. Déclassée en RD 996 en 1972.
- RN 597 : allant de Rignac à Naucelle-Gare. Déclassée en RD 997 en 1972.
- RN 600 : allant de Saint-Chély-d'Aubrac au Cantal via Laguiole. Déclassée en RD 900 en 1972.
- RN 601 : allant de Rodez au Cantal via Marcillac-Vallon. Déclassée en RD 901 en 1972.
- RN 602 : allant de La Primaube à l'Hérault. Déclassée en RD 902 en 1972.
- RN 603 : allant de Réquista au Tarn. Déclassée en RD 903 en 1972.
- RN 604 : allant de Sébazac-Concourès à Mur-de-Barrez. Déclassée en RD 904 en 1972.
- RN 605 : allant de Rieupeyroux au Tarn. Déclassée en RD 905 en 1972.
- RN 605a : allant de La Salvetat-Peyralès à Baraque-Lortal. Déclassée en RD 905a en 1972.
- RN 607 : allant de Miolles à Lacaune. Déclassée en RD 607 en 1972.
- RN 662 : allant du Lot à Marcillac-Vallon via Decazeville. Déclassée en RD 962 de Saint-Christophe-Vallon à Marcillac-Vallon et renuméroté en RN 140 du Lot à Saint-Christophe-Vallon en 1972.
- RN 663 : allant de Decazevile au Cantal. Déclassée en RD 963 en 1972.

## Réalisations ou événements récents
Cette section a pour objet de recenser les événements marquants concernant le domaine de la Route dans le département de l’Aveyron depuis 1990. Seront ainsi citées les déclarations d’utilité publique, les débuts de travaux et les mises en service. Seuls les ouvrages les plus importants soit par leur coût soit par leur impact (déviation de bourgs) seront pris en compte. De même il est souhaitable de ne pas recenser les projets qui n’ont pas encore fait l’objet d’une utilité publique.
- 2015 : mise en service de la section La Baraque-Saint-Jean - La Mothe de la RN 88[20].
- 2022 : mise en service de la section La Mothe-Baraqueville de la RN 88